# Домбюль
Домбюль (нім. Dombühl) — громада в Німеччині, розташована в землі Баварія. Підпорядковується адміністративному округу Середня Франконія. Входить до складу району Ансбах. Складова частина об'єднання громад Шиллінгсфюрст.
Площа — 17,90 км2. Населення становить 1810 ос. (станом на 31 грудня 2020).

## Галерея

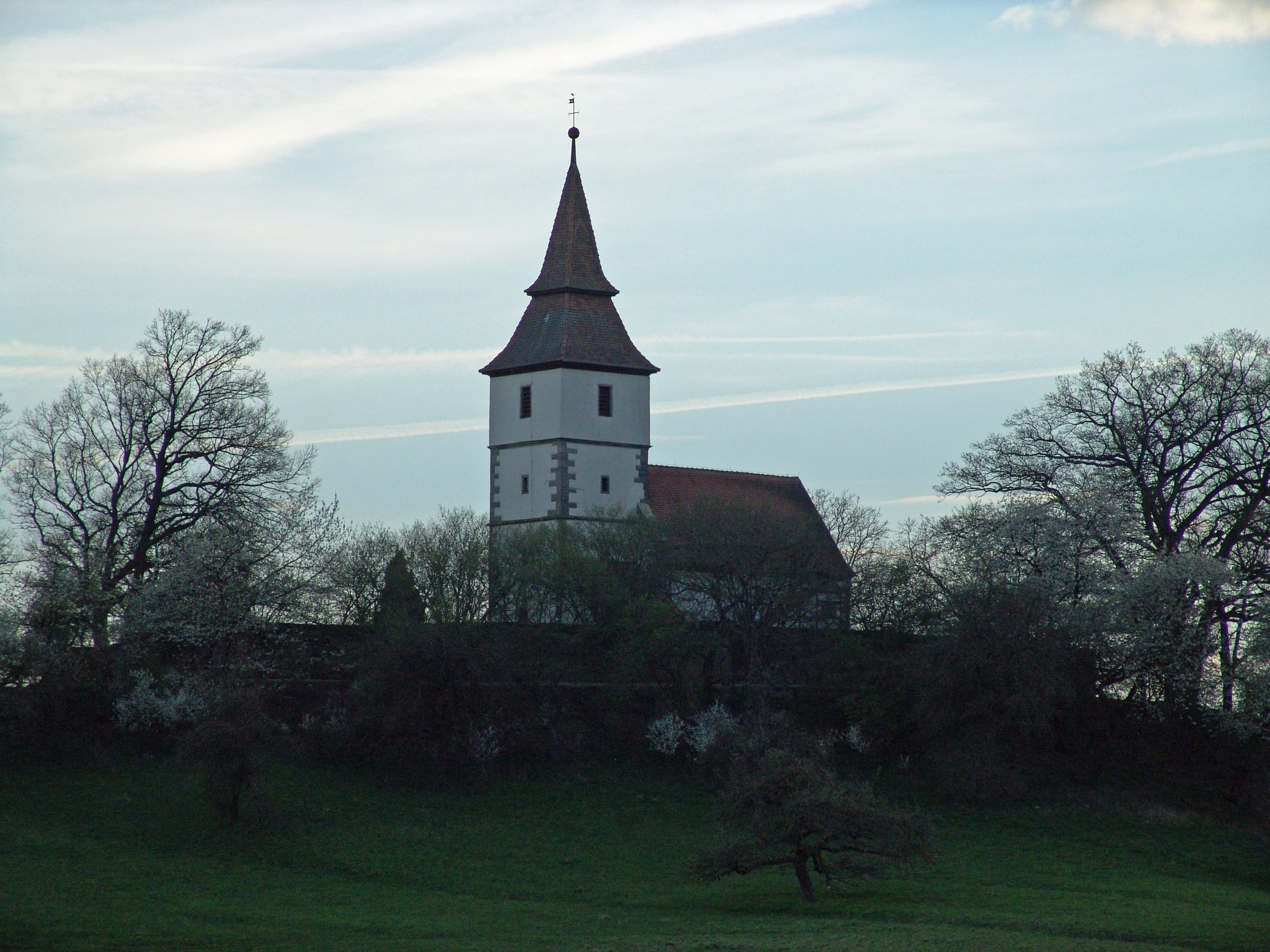